# Tomáš Hradečný

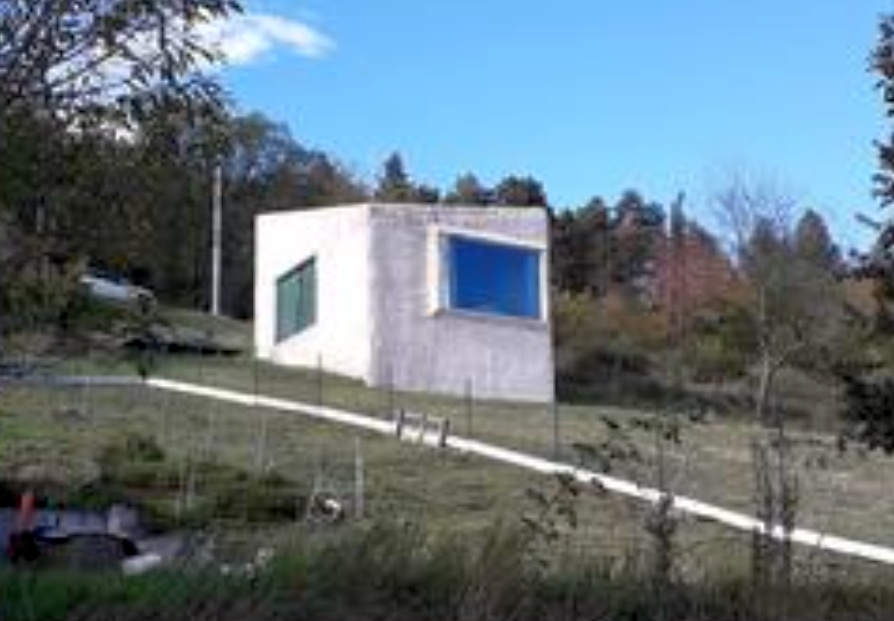
2000 – 2009: „Vila Hermína“, Černín

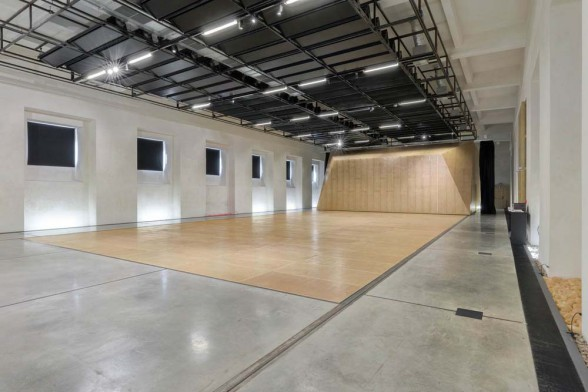
2011 – 2013: Jízdárna v Litomyšli

Tomáš Hradečný (* 20. prosince 1969) je český architekt a pedagog.

## Profesní životopis
Doc. Ing. arch. Tomáš Hradečný studoval v letech 1988 až 1995 na Fakultě architektury ČVUT v Praze. V letech 1998 až 2009 byl společně s Petrem Hájkem a Janem Šépkou společníkem ateliéru HŠH architekti, s.r.o. Od roku 2013 je Tomáš Hradečný vedoucím ateliéru „Ústav navrhování I.“ na Fakultě architektury ČVUT. Ve vlastním architektonickém ateliéru IXA působí od roku 2014.

## Realizace a projekty (výběr, chronologicky)
- 1999 – Rodinný dům u Slavonic (Projekt);[1] Autoři: HŠH architekti: Petr Burian, Petr Hájek, Tomáš Hradečný, Jan Šépka; adresa: Stálkov, Slavonice, Česko.[10]

- 2003 – Arcidiecézní muzeum - Hospodářský dvůr (Rekonstrukce);[1][7] Autoři: HŠH architekti: Petr Hájek, Tomáš Hradečný, Jan Šépka; adresa: Václavské náměstí, Olomouc, Česko;[6] soutěž: 1998; Projekt: 1999; Realizace: 2000 až 2003; náklady: 57 milionů CZK.[11]

- 2004 – Rodinný dům Pszczolkovi (Realizace);[1] Autoři: HŠH architekti: Petr Hájek, Tomáš Hradečný, Jan Šépka; adresa: Slunečná, Beroun, Česko; realizace: 2001 až 2004.[12]

- 2004 – Studie vily u jezera (Studie);[1] autoři: HŠH architekti: Petr Hájek, Tomáš Hradečný, Jan Šépka; adresa: Česko; projekt: 2004.[13]

- 2006 – Arcidiecézní muzeum Olomouc (Realizace);[1] autoři: HŠH architekti: Petr Hájek, Tomáš Hradečný, Jan Šépka; adresa: Václavské náměstí, Olomouc, Česko; investor: Muzeum umění Olomouc; soutěž: 1998; projekt: 1998 až 2004; realizace: 2000 až 2006; náklady: 270 milionů CZK.[14]

- 2006 – Střešní nástavba, Praha Malvazinky (Rekonstrukce);[1] autoři: HŠH architekti: Petr Hájek, Tomáš Hradečný, Jan Šépka, Simona Fišerová, Jan Kolář; adresa: Praha, Česko; investor: Petra a David Dvořákovi; projekt: 2004; realizace: 2005 až 2006; užitná plocha: 120 m2.[15]

- 2007 – Soutěžní návrh na Národní knihovnu ČR - 3. cena (Soutěž);[1] autoři: HŠH architekti: Petr Burian, Petr Hájek, Tomáš Hradečný, Jan Šépka; adresa: Letná, Praha, Česko; soutěž: 2007.[16]

- 2007 – Dům – val (Soutěž);[1] autoři: HŠH architekti: Petr Hájek, Tomáš Hradečný, Jan Šépka, Lukáš Zimandl; adresa: Pankrác, Praha, Česko; soutěž: 2007.[17]

- 2009 – Vila Hermína (Realizace);[1] autoři: HŠH architekti: Petr Hájek, Tomáš Hradečný, Jan Šépka; adresa: Černín, Česko; projekt: 2000; realizace: 2009; zastavěná plocha: 59 m2; obestavěný prostor: 530 m3.[18]

- 2013 – Jízdárna - multifunkční sál v Litomyšli (Rekonstrukce);[1] přestavba Zámeckého návrší v Litomyšli;[7][6] autoři: HŠH architekti: Petr Hájek, Jan Šépka, Tomáš Hradečný; adresa: Jiráskova 133, Litomyšl, Česko; projekt: 2007 až 2010; realizace: 2011 až 2013.[19]

- 2015 – Piazzetta u kaple sv. Kosmy a Damiána v Emauzích (Realizace);[1] autor: architektonická kancelář IXA: Tomáš Hradečný; spolupráce: Benedikt Markel, Klára Hradečná, Andrea Jašková, Cornelia Klien; adresa: Nové Město, Praha, Česko; investor: Benediktinské opatství Panny Marie a Sv. Jeronýma v Emauzích; projekt: 2010 až 2014; realizace: 2014 až 2015; zastavěná plocha: 590 m2.[20][21][p 2]

- 2015 – Šatny WIKOV (pro 400 zaměstnanců) (Realizace);[1][6] autor: architektonická kancelář IXA: Tomáš Hradečný, Benedikt Markel; stavební část a profese: Jan Kolář; INS Náchod, s. r. o.; adresa: Zbečník 356, Zbečník, Hronov, Česko; investor: Wikov MGI, a. s.; projekt: 2014; realizace: 04–09/2015; zastavěná plocha: 460 m2.[22][23][p 3]

- 2015 – Vrbatova bouda (Rekonstrukce);[1][7] autor: architektonické studio IXA: Tomáš Hradečný, Martin Prokš; spolupráce: Benedikt Markel, Lukáš Zimandl, Klára Hradečná; stavební část a profese: Jan Kolář, Jan Škopek – OMEGA projekt s. r. o.; adresa: č.p. 1, Vítkovice, Česko; investor: Vrbatova bouda, s. r. o.; projekt: 2007 až 2013; realizace: 2009 až 2015.[24][25]

## Publikační činnost (výběr, chronologicky)
- 2013 – Petr Burian, Petr Hájek, Tomáš Hradečný, Jan Šépka. (Rozhovor v kapitole knihy) (Hájek, P. – Burian, P. – Hradečný, T., – Šépka, J.); In: Česká a slovenská architektura 1971–2011. Praha: Akademie výtvarných umění v Praze, 2013, strany: 747–750,ISBN 978-80-87108-28-4.[26]
- 2016 – Hradečný, T., Gebrian, A., (Docentská habilitační práce) Koncept nebo iluze, In: Defense date 2018-02-21. Associate Professor Thesis. CTU FA. Department of Architectural Design I.[26]
- 2016 – Hradečný, T., Fajfrová, Zuzana. (Článek) Wikov Hronov - šatny pro 400 zaměstnanců, In: Stavebnictví a interiér. 2016, 2016(2), 6-9. ISSN 1211-6017.[26]
- 2017 – Hradečný, T., Škopek, J. (Článek) Rekonstrukce Vrbatovy boudy, In: BETON-technologie, konstrukce, sanace. 2017, 17(5/2017), 8-11. ISSN 1213-3116.[26]

## Porotce v soutěžích (chronologicky)
- 22. července 2010 – řádný člen poroty soutěže „Cena Petra Parléře 2010“[2]
- 6. července 2011 – řádný člen poroty soutěže „Realizace trvalé expozice k dějinám Němců v českých zemích“[2]
- 30. května 2012 – řádný člen poroty soutěže „Vodňany – obnova kulturního domu“[2]
- 30. ledna 2013 – řádný člen poroty soutěže „Cena Petra Parléře 2012“[2]
- 02. září 2014 – náhradník poroty soutěže „Plzeň, náměstí Emila Škody“[2]
- 16. října 2017 – předseda poroty soutěže „Parkovací dům, lávka a kultivace okolí sídla Libereckého kraje“.[2]